# Totò diabolicus
Totò diabolicus é um filme italiano de 1962, dirigido por Steno.

## Sinopse
O marquês Galeazzo di Torrealta é encontrado assassinado na sua mansão. No cadáver, o assassino deixa uma nota com a sua assinatura, "Diabolicus".  Mais tarde assassina também três irmãos da vítima, ficando só um herdeiro, Antonino, que decide deixar toda a herança a um pobre irmão, filho ilegítimo do pai. Este, Pasquale Buonocore, encontra-se de momento na cadeia, preso por roubo. Quando sai vai residir numa vivenda de luxo, recebendo protecção especial da polícia, que pensa que ele será a próxima vítima. 